# Kuru-Panchala

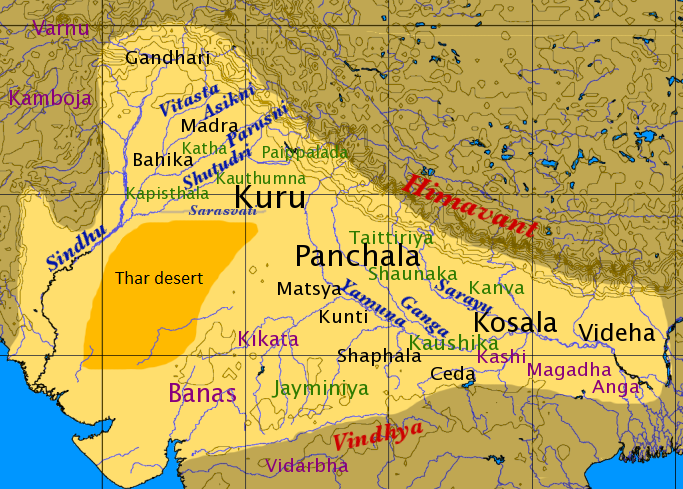
Das vedische Indien und die Kuru-Panchala

Die Kuru-Panchala waren eine indoarische Stammeskonföderation in der vedischen Zeit im Norden Indiens.

## Geschichte und Mythos
Der Stammesverband der Kuru-Panchala formierte sich wahrscheinlich im 11. Jahrhundert v. Chr. und hatte eine fundamentale Bedeutung für die Entwicklung der frühen indischen Gesellschaft. Über die Dauer seiner Existenz ist nichts bekannt. Zumindest ging das Kuru-Reich in spätvedischer Zeit unter dem Druck der nachdrängenden Salva zugrunde.
Die drei Stämme der Kuru (auch: Kaurava) siedelten im Raum zwischen dem Fünfstromland und der oberen Gangesebene, und die sechs Clans der Panchala saßen in der oberen Ganges-Ebene. Die Kuru-Könige führten ihre Abstammung jahrhundertelang auf die Paurava bzw. Bharata zurück, aber die traditionelle Genealogie ist schwankend. Zwischen dem berühmten Bharata-König Sudas(a) und dem namhaften Kuru-König Parikshit lagen nur einige Jahrzehnte, denn Parikshits wichtigster Priester Tura Kavasheya war der Urenkel eines in der „Zehnkönigsschlacht“ getöteten Priesters namens Kavasha. Parikshit wird in den Puranas, im Mahabharata und in einem Hymnus des Atharvaveda erwähnt. Seine Hauptstadt hieß Asandivat und ist möglicherweise das heutige Asandh am Fluss Chitang, wird aber auch häufig mit Hastinapura identifiziert. Ein zweites Zentrum soll Indraprastha, d. h. Delhi, gewesen sein. Da die indoarischen Stämme zu jener Zeit noch halbnomadisch mit Ochsenkarren umherwanderten und ihre Ackerbau treibenden Dasyu-Nachbarn ausraubten, stellte die Existenz eines politischen Zentrums ein Novum dar.
Parikshits Sohn hieß Janamejaya. Er soll nach dem Mahabharata Taxila erobert haben und zumindest nach dem Aitareya-Brahmana ein großer Eroberer gewesen sein. Seine drei Brüder Bhimasena, Ugrasena und Shrutasena richteten das vedische Pferdeopfer (ashvamedha) aus, dessen erfolgreicher Vollzug die Anerkennung der Oberhoheit durch die Nachbarn beinhaltete. Dabei wurde ein Pferd geweiht und für ein Jahr freigelassen. Eine Armee (oder: 400 Krieger) folgte ihm und eröffnete den Kampf gegen jeden Gegner, der es wagen sollte, dem Tier den Weg zu versperren. Danach wurde es erdrosselt, zusammen mit der Königin unter eine Decke gelegt, zerlegt, gekocht und geopfert.

## Entstehung des Kastensystems

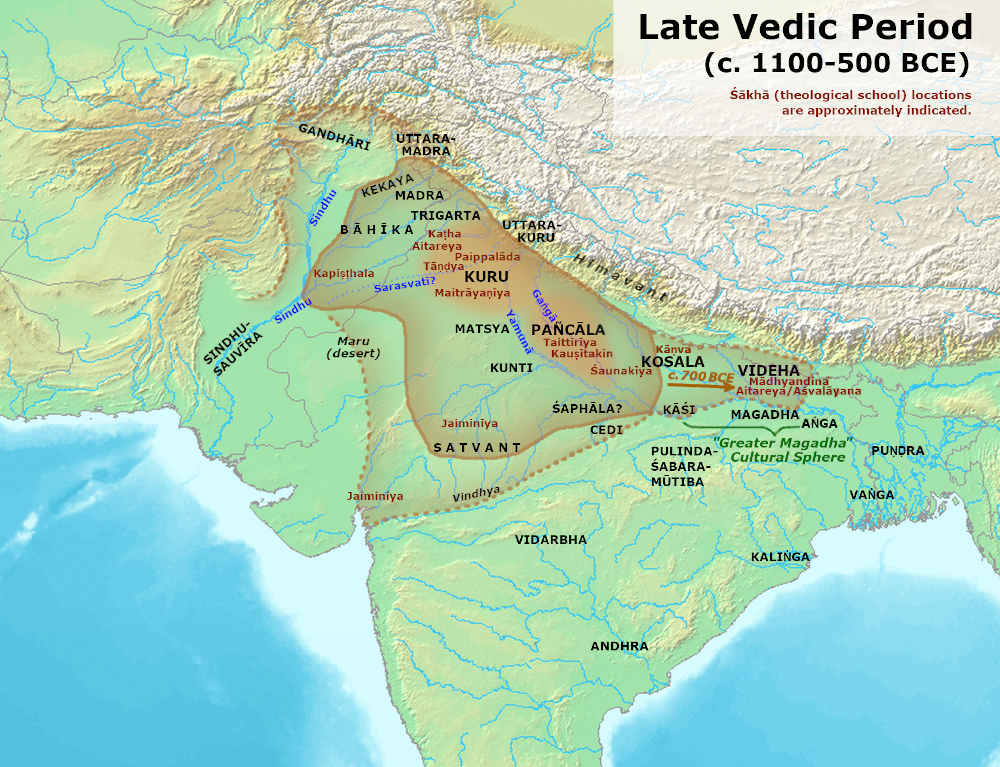
Karte über die territoriale Situation der späten vedischen Kulturen 1100–500 v. Chr.

Zur Bharata- und noch stärker zur Kuru-Zeit formierten sich vier Stände, die dann später in das indische Kastensystem eingeordnet wurden. Drei dieser Stände, d. h. der Stand der Priester (Brahmanen), der Adligen (Kshatriya) und der freien Stammesangehörigen (Vaishya) waren den Ariern vorbehalten, während die (zuverlässigen?) Unterworfenen in einem vierten Stand als Shudra klassifiziert wurden. Das hierarchische Modell ersetzte dabei den zügellosen Kampf der Indoarier untereinander durch einen Wettstreit, bei dem man sich seinen Platz in der Hierarchie durch die Einhaltung eines religiösen Rituals verdienen musste, d. h., es ordnete die indoarische Gesellschaft. Dadurch kämpften nicht länger die ca. 30 indoarischen Stämme des Rigveda gegeneinander, sondern es formierte sich der große Verband der Kuru-Panchala bzw. das „Mittelland“ (madhyadesa), neben dem kleinere Stämme nur noch am Rande erwähnt werden. Feldzüge nach Osten und Süden traten an die Stelle der inneren Streitigkeiten und das indoarische Gesellschaftsmodell wurde teils gewaltsam, teils friedlich exportiert (ca. 1000–800 v. Chr.). Die Ureinwohner waren allerdings als Nicht-Arier von der Möglichkeit des Erwerbs einer passenden rituellen Position ausgeschlossen und ihre Diskriminierung übertrug sich dabei auf einige ihrer Berufe (z. B. Schmiede, Müller).

## Archäologie
Zur Zeit der Kuru-Panchala war eine graue bemalte Keramik (Painted Grey Ware, PGW) in Gebrauch, aber deren Zuordnung zu dem einen oder anderen Stamm ist schwer möglich. Die früheste Verwendung von Eisen wird in diese Zeit datiert.